# Mad River (Kalifornija)
Mad River je naseljeno područje za statističke svrhe u američkoj saveznoj državi Kalifornija. Prema popisu stanovništva iz 2010. u njemu je živjelo 420 stanovnika.